# Deutsche Gesellschaft für Recht und Informatik
Die Deutsche Gesellschaft für Recht und Informatik e. V. (DGRI) ist eine 1992 gegründete Vereinigung, die sich zum einen um IT-Rechtsfragen in der Wirtschaft kümmert, zum anderen um die Förderung der Informationstechnik im Rechtswesen. Dazu äußert sich die DGRI auch zu Gesetzesvorhaben und rechtspolitischen Anliegen, die den Tätigkeitsbereich der Gesellschaft tangieren.

## Organisation
Vorsitzender der DGRI ist Walter Blocher. Stellvertretende Vorsitzende sind Peter Bräutigam und Peter J. Hoppen. Geschäftsführerin ist Romy Fiolka. Die DGRI hat momentan etwa 800 Mitglieder.

## Fachausschüsse
Die eigentliche Arbeit findet in den Fachausschüssen der DGRI statt.
Derzeit gibt es elf Fachausschüsse:
- Legal Tech
- Datenschutz und Datenökonomie: Rechte an Daten, „Dateneigentum“, Zugang zu Daten (inkl. Kartellrecht), Informationsfreiheitsgesetz, selbstverständlich unter Berücksichtigung der europäischen Grundlagen.
- Digitale Wirtschaft und Plattformökonomie: zivilrechtliche Ausgestaltung von digitalen Geschäftsmodellen im B2B und B2C-Bereich, die Gestaltung von Verträgen und Nutzungsbedingungen zu diesen Geschäftsmodellen und die jeweiligen digitalen Inhalten.
- Social Media und Intermediäre im Internet: Urheber- und medienrechtliche Aspekte im Zusammenhang mit Plattformen im Internet.
- Cloud Computing, Outsourcing, IT-Projekte: Cloud-Strategien, aktuelle Fragen des IT-Vertragsrechts, Implementierungs- und Einführungsprojekte, Software-Entwicklungsprojekte.
- KI, IoT, Blockchain
- Softwareschutz: Die Ausbalancierung der Schutzinteressen von Softwareherstellern,-vertreibern und -anwendern.
- Digital Compliance: Compliance durch Digitalisierung (einerseits Zunahme der Risiken, andererseits Einhaltung durch digitale Tools); „Compliance by Design“; „Compliance by Default“.
- Telekommunikation und IT-Sicherheit: Spezifische Regeln und Regulierungsvorschriften des Telekommunikationsmarktes einschließlich des sektorspezifischen Datenschutzrechts, IT-Sicherheitsrecht, IT-Sicherheitsvertragsrecht, IT- und Cyber-Sicherheit in Unternehmen und Behörden, kritische Infrastrukturen.
- Schlichtung: Begleitung und Mitgestaltung der Entwicklung der DGRI-Schlichtung als Instrument zur einvernehmlichen Konfliktlösung im IT-Bereich.
- Unternehmensjuristinnen und Unternehmensjuristen: Aktuelle IT-rechtliche Fragen und konkrete juristische Fallgestaltungen, die insbesondere Unternehmensjuristinnen und -juristen betreffen.

## Öffentlichkeitsarbeit
Die Ergebnisse der Arbeit werden durch Vorträge und Publikationen kommuniziert. Die Gesellschaft arbeitet dazu mit dem Verlag Dr. Otto Schmidt zusammen, indem sie bei der Zeitschrift Computer und Recht sowie bei Veranstaltungen zum IT-Recht wie den Kölner Tagen kooperiert.

## Veranstaltungen
Die Gesellschaft veranstaltet neben den Treffen der Fachausschüsse regelmäßig Kongresse und Seminare zu Themenfeldern aus ihrem Arbeitsgebiet. Das 23. Drei-Länder-Treffen fand vom 2. bis 4. Juni 2016 im Hambacher Schloss in Neustadt an der Weinstraße statt. Die Jahrestagung 2016, mit der das 40-jährige Bestehen der DGRI (einschließlich ihrer Vorgängerorganisationen) gefeiert wurde, fand vom 17. bis 19. November 2016 in Frankfurt am Main statt.